# Jeanne d'Autriche
Pour l’article homonyme, voir Jeanne d'Autriche (1535-1573).
Jeanne d'Autriche, née à Prague, le 24 janvier 1547, et morte à Florence, 10 avril 1578 , est la cadette des filles de Ferdinand Ier, empereur du Saint-Empire romain germanique et d'Anne Jagellon.

## Biographie
Ayant été mariée par procuration à François Ier de Médicis, grand-duc de Toscane, elle rejoint son mari le 18 décembre 1565 à Florence. Rapidement délaissée par son mari, elle est avant même son arrivée en Toscane impopulaire auprès du peuple florentin parce qu'elle est la fille de l'empereur.
Son beau-père, plus aimable avec elle, fait décorer à son intention la cour de l'ancien puits du Palazzo Vecchio par des tympans peints d'illustrations des villes autrichiennes, par des élèves de Giorgio Vasari, et la fontaine du Verrocchio.
En douze ans de mariage, elle et son mari ont huit enfants, d'abord six filles avant de donner naissance à un garçon qui mourra d'une encéphalite à l'âge de 4 ans. Le huitième enfant meurt à la naissance, le couple n'aura donc pas d'héritier direct. Seules deux filles parviennent à l'âge adulte, Éléonore de Médicis, duchesse de Mantoue, mère de la duchesse de Lorraine et de l'impératrice et Marie de Médicis, future reine de France, femme d'Henri IV de France et mère de Louis XIII.
Le 10 avril 1578, âgée de 31 ans, elle meurt en couches à Florence. François Ier épouse alors sa maîtresse Bianca Cappello.

## Enfants
- Eléonore (1567-1611) épouse en 1584 Vincent Ier, duc de Mantoue.
- Romola (1568-1568).
- Anne (1569-1584).
- Isabelle (1571-1572).
- Lucrèce (1572-1574).
- Marie de Médicis (1575-1642) épouse en 1600 Henri IV , roi de France et de Navarre (1553-1610) ; régente pour son fils Louis XIII de 1610 à 1614.
- Philippe de Médicis (1577-1582).
- Un enfant mort née (1578).